# Molaire
Molaire är en kulle i Antarktis. Den ligger i Östantarktis. Frankrike gör anspråk på området. Toppen på Molaire är 23 meter över havet.
Terrängen runt Molaire är platt åt sydost, men åt sydväst är den kuperad. Havet är nära Molaire norrut. Trakten är glest befolkad. Närmaste befolkade plats är Dumont d'Urville Station, 0,77 kilometer väster om Molaire. 